# Солзан (посёлок)
Со́лзан (бур. Халзан - лысый, ая) — посёлок в Слюдянском районе Иркутской области. Входит в Байкальское муниципальное образование.

## География
Расположен на южном берегу Байкала в 6 км к востоку от города Байкальска на федеральной автомагистрали Р258 «Байкал» и Транссибирской магистрали. В посёлке находятся станция Байкальск и платформа Промплощадка Восточно-Сибирской железной дороги.

## Происхождение названия
Солзан (бур. халзан, һалзан) переводится с бурятского как лысый. Объясняется это тем, что одноимённая река берёт начало с безлесных гольцов Хамар-Дабана.

## Население
| 2002 | 2010 | 2011 | 2012 |
| ---- | ---- | ---- | ---- |
| 616  | ↘596 | ↗597 | ↗602 |